# Yves Delvingt
Yves Delvingt (* 8. Februar 1953) ist ein ehemaliger französischer Judoka. Er war Europameister 1977 und Vizeweltmeister 1979.

## Sportliche Karriere
Der 1,66 m große Yves Delvingt trat bis 1976 im Leichtgewicht an, der Gewichtsklasse bis 63 Kilogramm. Nach der Einführung von zwei neuen Gewichtsklassen kämpfte er ab 1977 im Halbleichtgewicht, der Gewichtsklasse bis 65 Kilogramm.
1975 gewann er im Leichtgewicht seinen ersten französischen Meistertitel. Bei den Europameisterschaften 1975 in Lyon gewann er eine Bronzemedaille. 1976 konnte er diesen Erfolg bei den Europameisterschaften in Kiew wiederholen. Auch bei den Militärweltmeisterschaften 1976 erkämpfte er Bronze. Bei den Olympischen Spielen 1976 in Montreal bezwang er in seinem ersten Kampf Enrique del Valle aus Ecuador nach 2:50 Minuten. Im Achtelfinale gewann er gegen den Japaner Yoshiharu Minami durch eine kleine Wertung (koka). Im Viertelfinale schied er gegen den Italiener Felice Mariani durch Waza-ari aus.
1977 gewann Yves Delvingt im Halbleichtgewicht seinen zweiten französischen Meistertitel. Bei den Europameisterschaften 1977 in Ludwigshafen gewann er den Titel durch einen Finalsieg über den Ungarn Ferenc Szabó. Im Jahr darauf erkämpfte Yves Delvingt seinen dritten französischen Meistertitel. Bei den Europameisterschaften 1979 in Brüssel gewann er eine Bronzemedaille, nachdem er im Halbfinale gegen Nikolai Soloduchin aus der Sowjetunion verloren hatte. Ende 1979 fanden in Paris die Weltmeisterschaften statt, Delvingt bezwang den Briten Raymond Neenan im Viertelfinale und den Japaner Kiyosuke Sahara im Halbfinale. Im Finale unterlag er Nikolai Soloduchin.
Bei den französischen Meisterschaften 1980 unterlag Yves Delvingt im Finale Jean-Pierre Hansen, sein Bruder Guy Delvingt belegte einen der beiden dritten Plätze. Bei den Europameisterschaften 1980 in Wien erreichte Yves Delvingt den fünften Platz. Zum Abschluss seiner Karriere trat er bei den Olympischen Spielen 1980 in Moskau an. In seinem ersten Kampf unterlag er dem Mongolen Tsendiin Damdin durch eine Yuko-Wertung. In der Hoffnungsrunde bezwang Delvingt Daniel François Fyfer aus Simbabwe durch Ippon nach 1:30 Minuten und den Schweden Wolfgang Biedron durch eine Yuko-Wertung. Im Kampf um Bronze unterlag er dem Polen Janusz Pawłowski nach 4:26 Minuten und belegte den fünften Platz.